# Joel Teitelbaum
Joel Teitelbaum (in ebraico יואל טייטלבוים‎?; Sighetu Marmației, 13 gennaio 1887 – Kiryas Joel, 19 agosto 1979) è stato un rabbino e mistico ungherese, ebreo naturalizzato statunitense.
Noto come Reb Yoelish o Rav (o Rebbe) Satmar, è stato un Rebbe (capo spirituale, in questo contesto) e studioso chassidico Ungherese e Talmudista, fondatore dello Chassidismo Satmarer (Satmar) (ebraico חסידות סאטמאר). Il suo approccio all'ebraismo ha portato ad una rinascita della comunità chassidica ungherese, composta da molti ungheresi della Transilvania e da sopravvissuti ebrei all'Olocausto e dei loro discendenti.
Al di fuori della comunità Satmar chassidica, Teitelbaum è probabilmente più conosciuto ai molti per la sua opposizione ad ogni forma di politica moderna sionista e per le sue dichiarazioni controverse in cui accusava i sionisti per la morte di sei milioni di ebrei durante l'Olocausto.

## Shoah
Durante l'Olocausto Teitelbaum e sua moglie si salvarono nel 1944, scappando dalla Transilvania controllata dai nazisti grazie ad un accordo tra un funzionario sionista ungherese, Rudolf Kastner, e un emissario di Adolf Eichmann. Il "treno di Kastner", inizialmente dirottato dai tedeschi verso il campo di concentramento di Bergen-Belsen, alla fine raggiunse la Svizzera coi Teitelbaum a bordo. La coppia si stabilì poi definitivamente negli Stati Uniti presso il villaggio chassidico di Kiryas Joel nella Contea di Orange (New York).

## Opere
Le opere di Teitelbaum includono raccolte di responsa e novelae (contributi specialistici ai dibattiti sul Talmud) intitolati Divrei Yoel e Al HaGeulah V'Al HaTemurah, quest'ultimo scritto con l'assistenza del rabbino Rabbi N.Y. Meisels. Teitelbaum ha anche scritto una breve introduzione al trattato talmudico Shabbos per i tipi di un editore rumeno durante l'Olocausto. La sua trattazione afferma la convinzione che il Sionismo sia proibito dall'Halakha ("Legge Ebraica") - l'opera è intitolata VaYoel Moshe. Esistono anche raccolte di suoi discorsi, intitolate Hidushei Torah MHR"I Teitelbaum.
- Vayoel Moshe (1958)
- Al HaGeulah VeAl HaTemurah (1967)
- Divrei Yoel
- Dibros Kodesh